# Ancistrocerus bustamente
Ancistrocerus bustamente är en stekelart som först beskrevs av Henri de Saussure 1857.
Ancistrocerus bustamente ingår i släktet murargetingar och familjen Eumenidae. Utöver nominatformen finns också underarten Ancistrocerus bustamente discopictus.